# Michelle Yeoh
Michelle Yeoh (kinesiska: 杨紫琼; pinyin: Yáng Zǐqióng), född 6 augusti 1962 i Ipoh, Perak, Malaysia, är en malaysisk dansare och filmskådespelare med kinesisk familjebakgrund.
Michelle Yeoh är utbildad balettdansös vid London Royal Academy of Dance. År 1983 vann hon titeln Miss Malaysia. Hon etablerade sig därefter i Hongkong, först som modell och senare som filmskådespelerska med idag över tjugo filmer bakom sig. Michelle använder många dansrörelser i sina filmer och gör de flesta av sina egna stunts.
Hon började sin filmkarriär i kinesiska actionfilmer där hon spelade mot Jackie Chan eller Tony Leung. Hon blev internationellt känd genom sin roll i James Bond-filmen Tomorrow Never Dies. Hon spelade huvudrollen och en biroll i Oscarvinnarna Crouching Tiger, Hidden Dragon respektive En geishas memoarer och på Oscarsgalan 2023 vann hon en Oscar för bästa kvinnliga huvudroll för Everything Everywhere All at Once.

## Filmografi (i urval)
- 1992 – Police Story 3: Supercop
- 1993 – The Heroic Trio
- 1993 – Butterfly and Sword
- 1993 – Once a Cop
- 1994 – Wing Chun
- 1997 – Tomorrow Never Dies
- 2000 – Crouching Tiger, Hidden Dragon
- 2005 – En geishas memoarer
- 2006 – Fearless
- 2007 – Sunshine
- 2008 – Mumien: Drakkejsarens grav
- 2008 – Babylon A.D.
- 2008 – The Children of Huang Shi
- 2010 – Reign of Assassins
- 2011 – Kung Fu Panda 2 (röst)
- 2011 – The Lady
- 2016 – Crouching Tiger, Hidden Dragon: Sword of Destiny
- 2016 – Mechanic: Resurrection
- 2017 – Guardians of the Galaxy Vol. 2
- 2018 – Crazy Rich Asians
- 2019 – Last Christmas
- 2021 – Shang-Chi and the Legend of the Ten Rings
- 2022 – Everything Everywhere All at Once
- 2022 – Minioner: Berättelsen om Gru (röst)
- 2022 – Tassar av stål (röst)
- 2022 – The School for Good and Evil
- 2023 – American Born Chinese (TV-serie)
- 2023 – Transformers: Rise of the Beasts
- 2023 – Mord i Venedig
- 2024 – Tigerns lärling
- 2024 – Wicked
- 2025 – Wicked: Part Two
- 2025 – Avatar: Fire and Ash